# Adrián Cortés
Adrián Cortés Valdovino (* 19. November 1983 in Mexiko-Stadt) ist ein ehemaliger mexikanischer Fußballspieler auf der Position eines Verteidigers.

## Laufbahn
Cortés trat im Alter von zehn Jahren dem Hauptstadtverein CD Cruz Azul bei, in dessen Nachwuchsbereich er ausgebildet wurde und bei dem er während seiner ganzen Laufbahn als Profispieler unter Vertrag stand, auch wenn er häufig an andere Vereine bzw. phasenweise an die vereinseigenen Farmteams Cruz Azul Hidalgo und Cruz Azul Oaxaca ausgeliehen war.
Das erste Mal verließ Cortés Cruz Azul zu seinem einzigen Auslandseinsatz, als er im ersten Halbjahr 2008 auf Leihbasis für den peruanischen Verein Coronel Bolognesi FC spielte, der kurz zuvor seinen bisher einzigen Meistertitel in der peruanischen Liga gewonnen hatte und daher 2008 in der Copa Libertadores antreten durfte. Diese Aussicht war der Hauptgrund für den Wechsel und obwohl sein Verein in der Vorrunde ausschied und keinen einzigen Treffer erzielte, hatte sich das Abenteuer für Cortés unter anderem schon deshalb gelohnt, weil er am 23. April 2008 in einem Auswärtsspiel bei Flamengo Rio de Janeiro zu einem Einsatz im Maracanã kam.
Nach einem halben Auslandsjahr kehrte Cortés nach Mexiko zurück, wo er die Saison 2008/09 bei den UAG Tecos verbrachte. Danach kehrte er zu seinem Stammverein Cruz Azul zurück, für den er in den nächsten vier Jahren spielte. 
Anschließend wurde Cortés für eine Halbsaison an Deportivo Guadalajara ausgeliehen und spielte in den nächsten Jahren noch auf Leihbasis für die Tiburones Rojos Veracruz, die Cafetaleros de Tapachula und den Puebla FC, in dessen Reihen er seine aktive Laufbahn beendete.